# Publik (Wochenzeitung)
Die Wochenzeitung Publik erschien mit dem Untertitel: Informationen, Meinungen, Analysen und Bilder dieser Woche von 1968 bis 1971, herausgegeben von der Gesellschaft für Publizistik GmbH in Frankfurt am Main.

## Zur Geschichte
Mit der Aufbruchstimmung des Zweiten Vatikanischen Konzils kam es auf der Frühjahrstagung der Deutschen Bischofskonferenz in Bad Honnef 1967 zum Beschluss, eine katholische Wochenzeitung zu gründen. Sie sollte den politisch, kulturell und wirtschaftlich
interessierten Leser ansprechen und ihn – anders als der eher konservative Rheinische Merkur – „über alle Vorgänge im katholischen Raum, über die Kirche in der Welt, über die theologischen Entwicklungen, über ökumenische Fragen und über alle jene Grenzbereiche“ informieren, „in denen sich Kirche und Theologie mit Wissenschaft und Technik berühren“.
Publik war als eine Kommunikationsplattform des progressiven Katholizismus in der Bundesrepublik gedacht, der der damalige Vorsitzende der Bischofskonferenz, Kardinal Julius Döpfner zu ihrer Gründung mitgegeben hatte, die „Pluralität der Meinungen im Katholizismus widerzuspiegeln und ein Forum der innerkirchlichen Diskussion zu sein …“.
Nach der Probe- oder Nullnummer im April 1968 erschien dann – quasi als Nachfolgerin des Echo der Zeit – am 27. September 1968 die Nr. 1 des 1. Jahrgangs der Wochenzeitung Publik, die unter der Leitung ihres Geschäftsführers Wilhelm Hübner und ihres Chefredakteurs Alois Schardt das breite Meinungsspektrum entfaltete, das ihrem Gründungsauftrag entsprach.
Trotz des positiven Echos aus Kultur und Politik gelang es der mit Kirchensteuermitteln gegründeten Wochenzeitung in der Folgezeit nicht, sich wirtschaftlich auf eigene Füße zu stellen. Vor allem fehlten die Einnahmen aus dem Verkauf von Anzeigenraum, weil der Verlag keine validen Daten über die Leserschaft bereitstellen konnte. Diese war nicht in genügend großer Zahl bereit, das Blatt zu abonnieren. Am 15. November 1971 beendete die Deutsche Bischofskonferenz das nach Meinung der Mehrheit der katholischen deutschen Diözesanbischöfe ohnehin zu kirchenkritische und politisch zu linksstehende Projekt "Publik".  Die letzte Ausgabe der Wochenzeitung erschien am 19. November 1971 mit Nr. 47 des 4. Jahrgangs.
Motiviert durch größere Protestaktionen bildete sich die "Leserinitiative Publik", die 1972 ein – von den Bischöfen  unabhängiges – Nachfolgemedium, die Zeitschrift Publik-Forum, aufbaute.